# Овчаренко Ніна Петрівна
Ні́на Петрі́вна Овчаре́нко (* 1984) — українська велосипедистка.

## З життєпису
Народилася 1984 року. Представляла Хмельницьке ШВСМ.
Бронзова призерка Чемпіонату України з велоспорту на шосе-2005.
Представляла Україну на Чемпіонаті світу з шосейних велогонок 2005, -2009 та 2010 років.
Переможниця Чемпіонату України з велоспорту на шосе-2010.
2011 року представляла команду «S.C. Michela Fanini Rox»
2012 року стала переможницею четвертого етапу Міжнародної жіночої багатоденки «Тур Адигеї».